# Haplophylax paraphanes
Haplophylax paraphanes är en fjärilsart som beskrevs av Edward Meyrick 1932. Haplophylax paraphanes ingår i släktet Haplophylax och familjen fransmalar. Inga underarter finns listade i Catalogue of Life.